# British Home Championship 1954/55
Die British Home Championship 1954/55 war die 60. Auflage des im Round-Robin-System ausgetragenen Fußballwettbewerbs zwischen den vier britischen Nationalmannschaften von England, Nordirland (bis 1949/50 Irland), Schottland und Wales.
| Pl. | Nationalmannschaft | Sp. | S | U | N | Tore    | Punkte |
| --- | ------------------ | --- | - | - | - | ------- | ------ |
| 1.  | England            | 3   | 3 | 0 | 0 | 012:400 | 06:0   |
| 2.  | Schottland         | 3   | 1 | 1 | 1 | 005:900 | 03:30  |
| 3.  | Wales              | 3   | 1 | 0 | 2 | 005:600 | 02:40  |
| 4.  | Nordirland         | 3   | 0 | 1 | 2 | 004:700 | 01:50  |

|                                               |   |            |           |
| 2. Oktober 1954 in Belfast (Windsor Park)     |   |            |           |
| Nordirland                                    | – | England    | 0:2 (0:0) |
| 16. Oktober 1954 in Cardiff (Ninian Park)     |   |            |           |
| Wales                                         | – | Schottland | 0:1 (0:0) |
| 3. November 1954 in Glasgow (Hampden Park)    |   |            |           |
| Schottland                                    | – | Nordirland | 2:2 (1:2) |
| 10. November 1954 in London (Wembley Stadium) |   |            |           |
| England                                       | – | Wales      | 3:2 (0:1) |
| 2. April 1955 in London (Wembley Stadium)     |   |            |           |
| England                                       | – | Schottland | 7:2 (4:1) |
| 20. April 1955 in Belfast (Windsor Park)      |   |            |           |
| Nordirland                                    | – | Wales      | 2:3 (2:2) |